# Талипов, Рид Сергеевич
Рид Сергеевич Талипов (настоящее имя Флорит Салихович Талипов; 3 ноября 1948, Усманово, Башкирская АССР или Балтачевский район, Башкирская АССР — 21 февраля 2011, Минск) — белорусский театральный режиссёр, художественный руководитель Национального академического драматического театра имени Якуба Коласа.

## Биография
Трудовую деятельность начал слесарем и гравёром на Свердловском машиностроительном заводе, работал художником-мультипликатором Свердловской киностудии, учителем рисования и черчения в сш № 81 Минска. Окончил режиссёрское отделение высшего Театрального училища имени Б. В. Щукина и Государственного института театрального искусства имени А. В. Луначарского в Москве.
С 1989 г. — художественный руководитель и директор первого в Белоруссии антрепризного театра-студии на площади Победы в Минске, художественный руководитель театра-студии «АРТ», «АРТ-Центра», возглавлял также до 1997 г. театр-студию при Республиканской дирекции художественных программ.
За 35 лет творческой деятельности (1976—2011) поставил около 50 спектаклей в Беларуси, России, Австрии, Словении, Германии, Польше, которые были отмечены на международных театральных фестивалях высокими наградами за режиссёрское и сценографическое искусство, а актёры получали призы за высокое исполнительское мастерство. Среди них: «Екатерина Ивановна» Леонида Андреева (2001 год) и «Васса» Максима Горького (2007 год).
С 2000 г. также работал доцентом кафедры режиссуры Белорусской государственной академии искусств.
С 31 марта 2009 г. — художественный руководитель Национального академического драматического театра имени Якуба Коласа. В январе 2010 г. состоялась премьера спектакля «Мудрецы …» по пьесе А. Островского в постановке Талипова; последняя осуществленная постановка — спектакль «Квартет». Шла работа над «Вратами бессмертия» К. Крапивы.

## Награды и признание
- дипломы и грамоты Министерства культуры и Союза театральных деятелей СССР (1989), Министерства культуры и искусства Польши (1990)
- специальная премия Президента Республики Беларусь деятелям культуры и искусства (2001) — за достижения в области театрального искусства
- медаль имени Фёдора Тютчева (Россия, 2004)
- дипломы Республиканского общественного объединения «Белорусский союз литературно-художественных критиков» (2005—2011) — за лучшие сценические произведения и сценографию.